# Josh Grant
Pour les articles homonymes, voir Grant.
Josh Grant, né le 7 août 1967 à Salt Lake City (États-Unis), est un ancien joueur de basket-ball professionnel américain.Il mesure 2,06 m.

## Biographie
Il dispute son premier match de NBA en 1993 avec les Golden States Warriors.

## High School
- ????-1988 :  East HS

## Université
- 1988-1993 :  University of Utah (NCAA)

## Clubs
- 1993-1994 :  Golden State Warriors (NBA)
- 1994-1995 :  Valence (Liga ACB)
- 1995-1996 :  Leon (Liga ACB)
- 1996-1998 :  Le Mans (Pro A)
- 1998-1999 :  Pau Orthez (Pro A)
- 1999-2000 :  Olympiakos le Pirée (ESAKE)
- 2000-2001 :  Aris Salonique (ESAKE)

puis  Cholet (Pro A)
- 2001-2002 :  Roseto Basket (LegA)

## Palmarès
- Champion de France Pro A en 1999